# Cnemidaster
Cnemidaster is een geslacht van zeesterren uit de familie Zoroasteridae.

## Soorten
- Cnemidaster gilesii (Alcock, 1893)
- Cnemidaster nudus (Ludwig, 1905)
- Cnemidaster sigsbeei (Perrier, 1894)
- Cnemidaster squameus (Alcock, 1893)
- Cnemidaster wyvillii Sladen, 1889
- Cnemidaster zea (Alcock, 1893)